# Erstfeld
Ertsfeld es una comuna suiza del cantón de Uri, ubicada en el centro del cantón. Limita al oeste y noroeste con la comuna de Attinghausen, al noreste con Schattdorf, al sureste con Silenen, al sur con Gurtnellen, y al suroeste con Wassen.
La localidad de Niederhofen también forma parte del territorio comunal.

## Historia
Erstfeld se menciona por primera vez en 1258 como Ourzcvelt. En 1638, estaba en la lista con el nombre latino de Protocampis. En 1831, era conocido como Hirschfelden.

## Transportes
Erstfeld es servida por la estación de Erstfeld, situada dentro del municipio y en el Ferrocarril de San Gotardo.